# Stara Wieś (województwo podkarpackie)

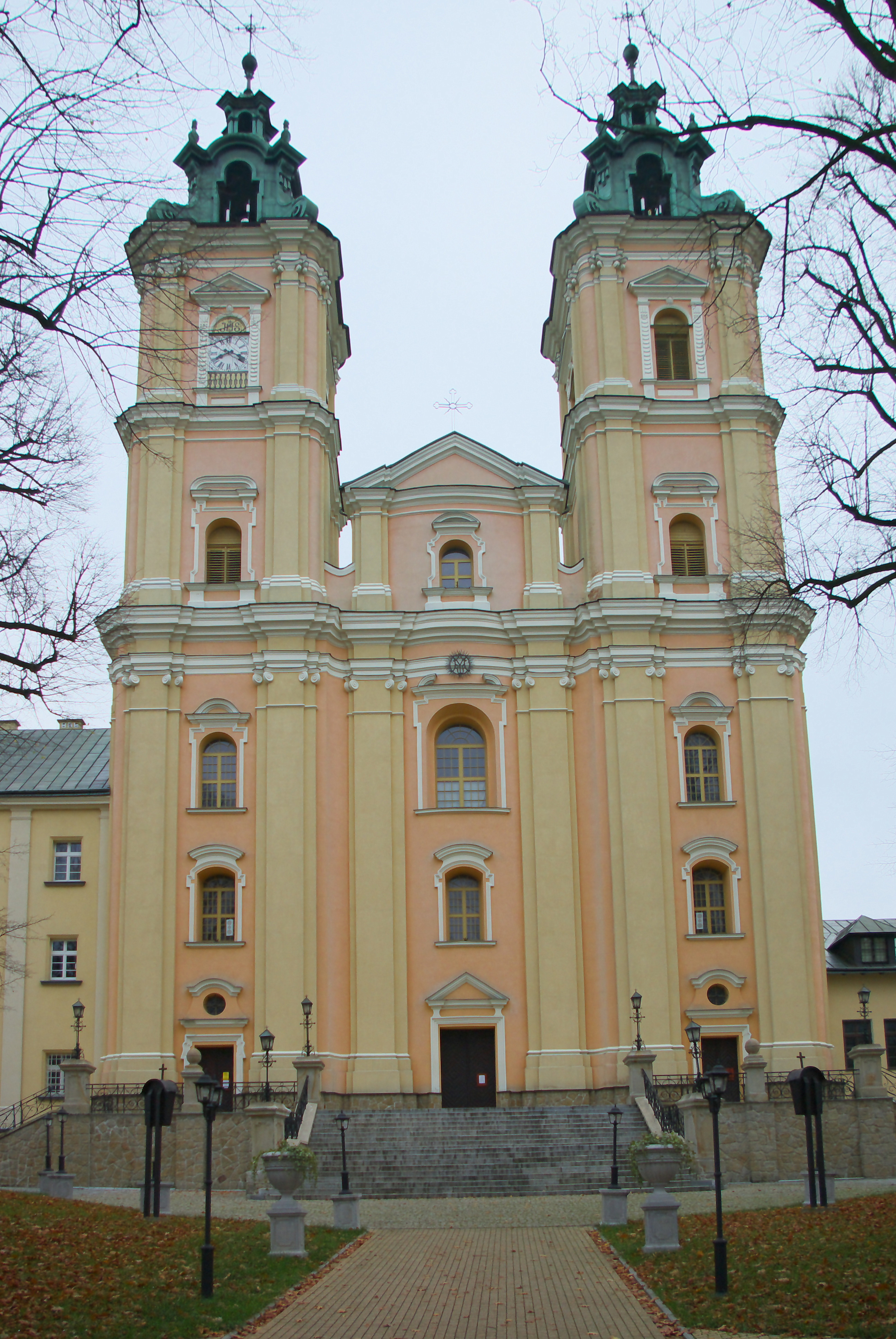
Bazylika

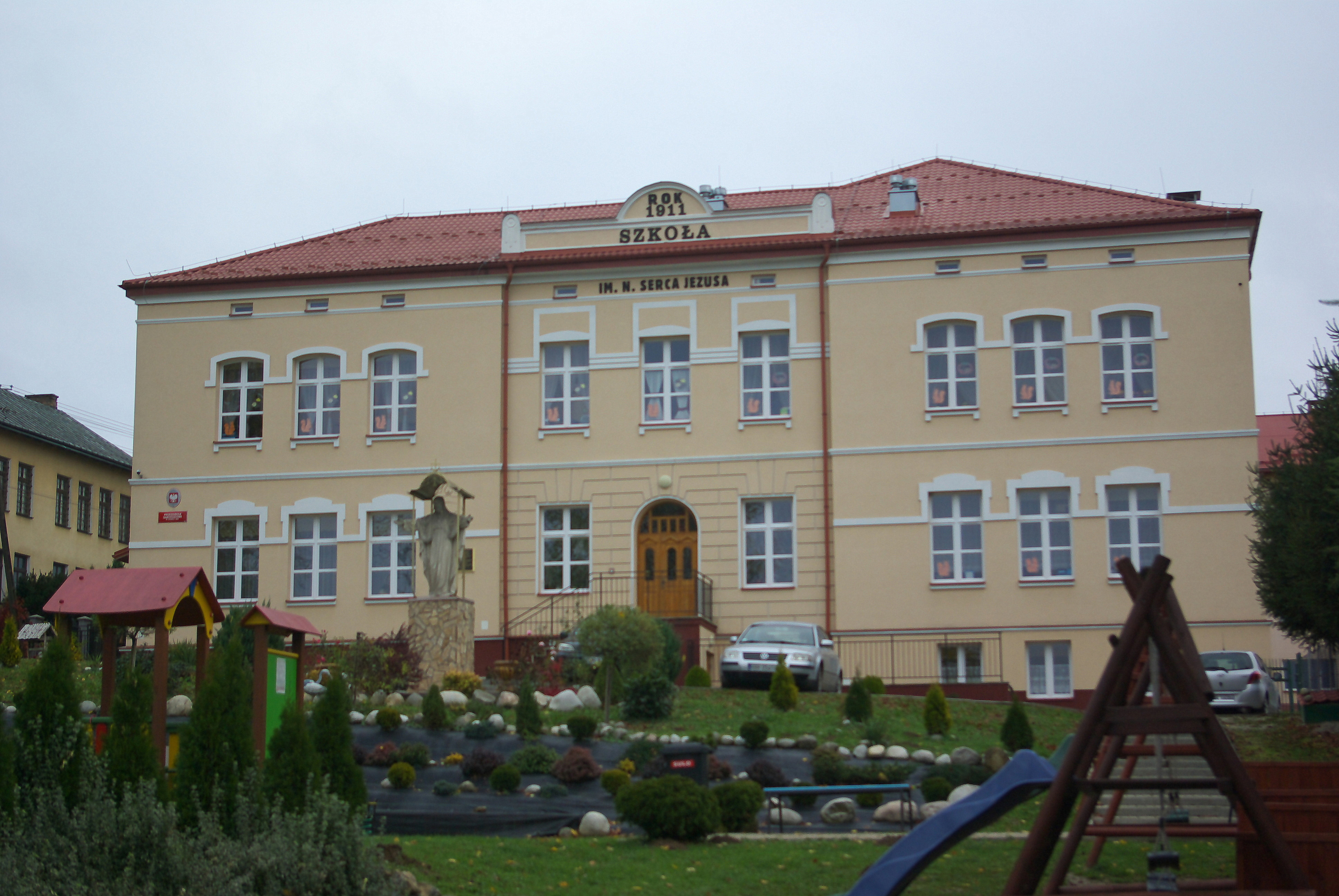
Budynek szkoły w Starej Wsi powstałej w 1911

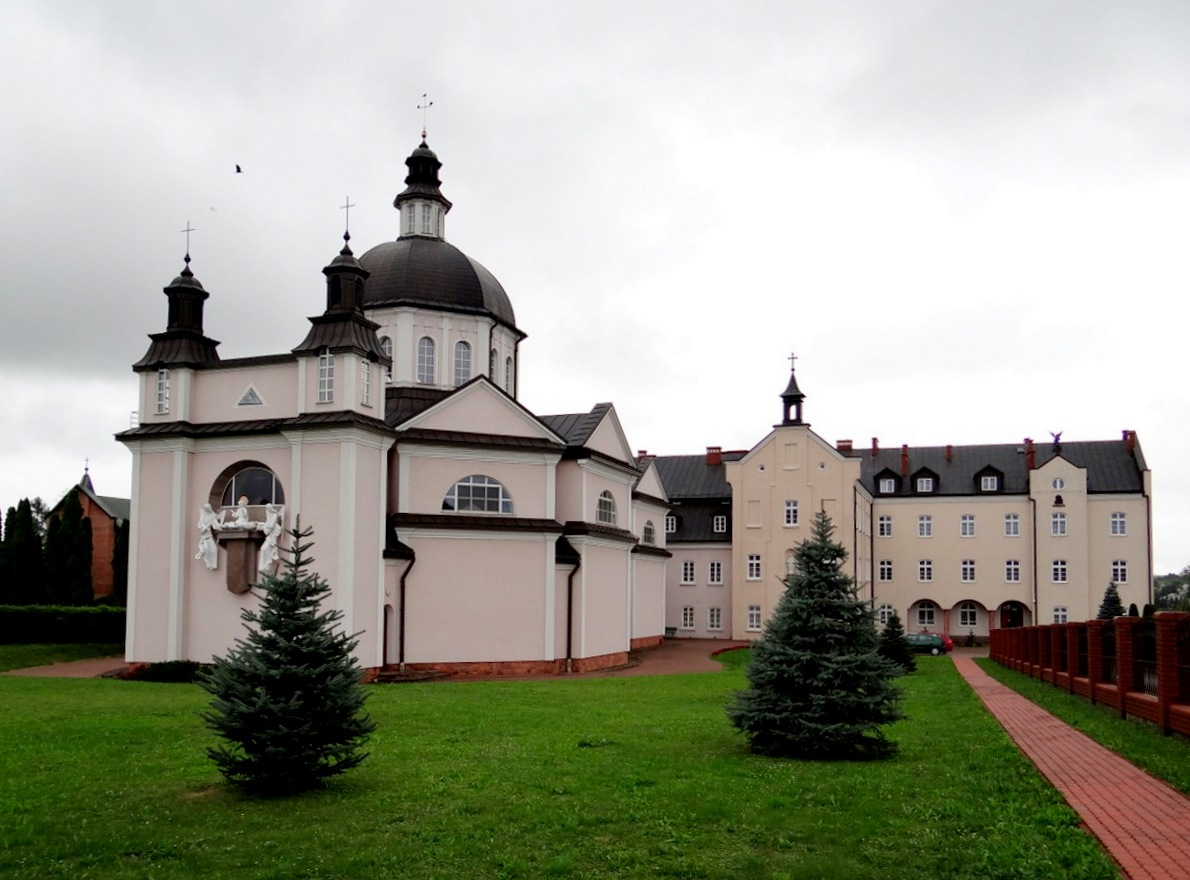
Klasztor Sióstr Służebniczek NMP (1874)

Stara Wieś – wieś w Polsce, w gminie Brzozów, powiecie brzozowskim, województwie podkarpackim. Leży nad rzeką Stobnicą na Pogórzu Dynowskim.
Na przełomie XVI i XVII wieku położona była w ziemi sanockiej województwa ruskiego. Wieś klucza brzozowskiego biskupów przemyskich. W latach 1975–1998 miejscowość położona była w województwie krośnieńskim. Sąsiaduje z Bliznem na północy, na wschodzie z Przysietnicą, na południu z miastem Brzozów, na zachodzie z Orzechówką i Malinówką.

## Części wsi
| SIMC    | Nazwa      | Rodzaj     |
| ------- | ---------- | ---------- |
| 0346052 | Budy       | część wsi  |
| 0346069 | Dół        | część wsi  |
| 0346075 | Folwark    | część wsi  |
| 0346112 | Gołaszówka | przysiółek |
| 0346081 | Góra       | część wsi  |
| 0346098 | Skokówka   | część wsi  |
| 0346106 | Zagroda    | część wsi  |

## Historia
Początki miejscowości sięgają 1359, kiedy to król Kazimierz Wielki nadał akt lokacyjny dla osady leżącej nad rzeką Stobnica. Historiografowie wskazują pierwotną nazwę wsi jako Brzozów. W 1384 wieś ta oraz pobliski Domaradz przekazano jako ofiarę biskupom przemyskim. W tym samym czasie na południe od wsi założono miasto, które posiadało taką samą nazwę. Do lokalizacji miasta przyczyniły się częste wylewy rzeki, dlatego wybrano wzgórze posiadające również lepsze warunki obronne. Wkrótce miasto stało się siedzibą tzw. klucza biskupiego, a dla określania wsi zaczęto używać nazwy Stara Wieś. Pierwszy dokument potwierdzający zmianę nazwy jest datowany na 1460.
W 1896 poeta Mirandola Pik wraz z matką zakontraktował w okolicy teren pod eksploatacji ropy naftowej, ale do realizacji wydobycia nie doszło. Na położonym na wschód od wsi wzgórzu Parnas znajdują się zaczopowane odwierty, z dwóch wydobywa się gaz, który spala się od razu po ujściu z czopa. W północnej części Starej Wsi znajduje się dom generalny Zgromadzenia Sióstr Służebniczek Najświętszej Maryi Panny Niepokalanie Poczętej. W południowej części miejscowości znajduje się Kolegium Ojców Jezuitów. Do 2016 istniał tam również Nowicjat Towarzystwa Jezusowego Prowincji Polski Południowej. W przeszłości znajdowało się tu też zgromadzenie zakonne Sióstr Wielkiego Zawierzenia.

## Zabytki

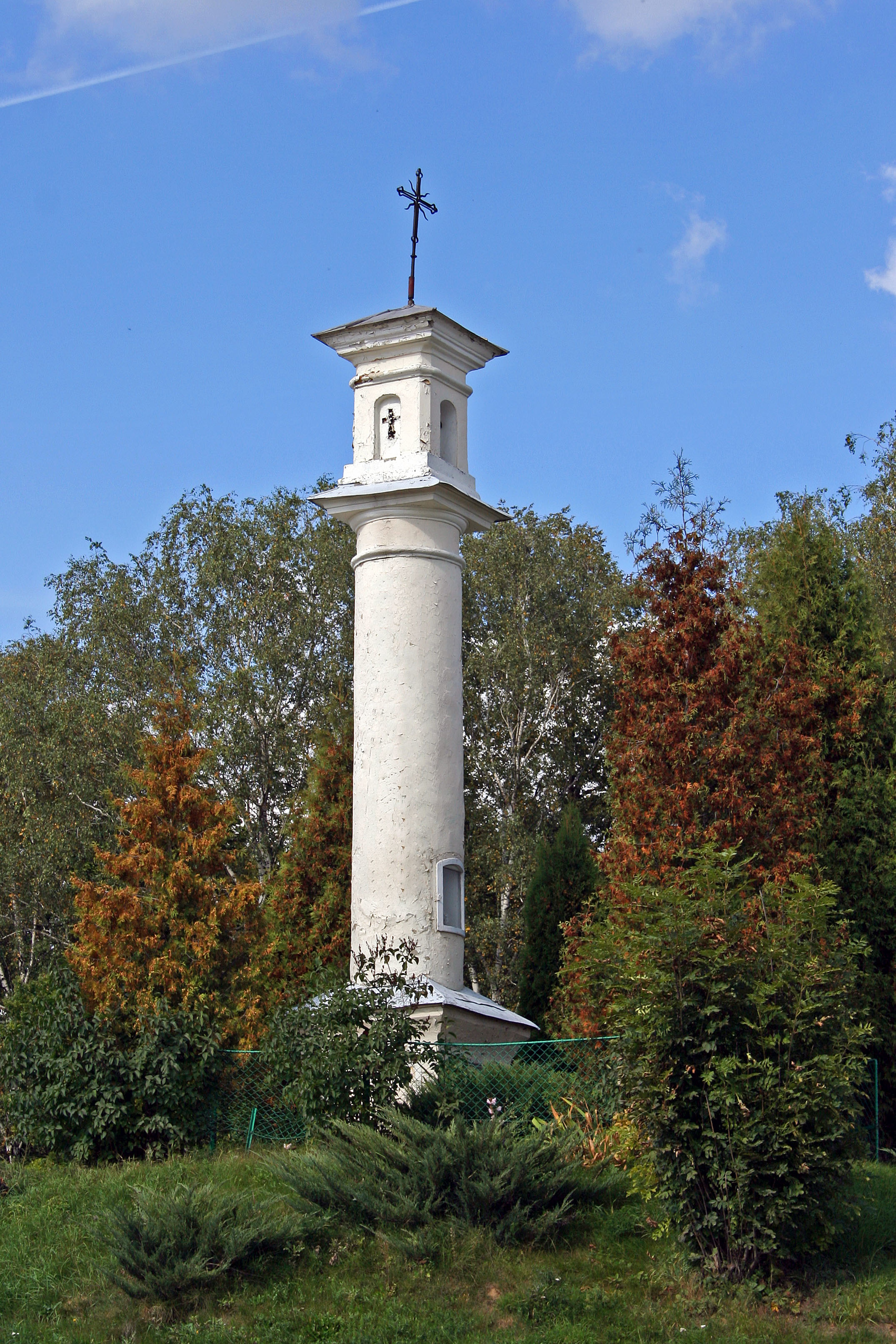
Mogiła konfederatów barskich na granicy Starej Wsi i Brzozowa

### Bazylika
Późnobarokowa bazylika, konsekrowana w 1760 przez biskupa przemyskiego Wacława Hieronima Sierakowskiego, pw. Wniebowzięcia NMP. Budowniczymi bazyliki i przyległego do niej klasztoru byli ojcowie paulini. Obecnie opiekują się nią ojcowie jezuici, którzy mają w kolegium starowiejskim swój nowicjat (zawieszony od 2016).

### Mogiła
W Starej Wsi wznosi się mogiła konfederatów barskich – usypana w formie wysokiego ziemnego kurhanu, zwieńczonego klasycystyczną, kolumnową kapliczką.

## Muzeum Towarzystwa Jezusowego Prowincji Polski Południowej
Założone przez jezuitów muzeum głównie sztuki sakralnej z około 4000 eksponatów z różnych części świata.

## Infrastruktura

### Połączenia z miastami
Stara Wieś znajduje się przy drodze wojewódzkiej nr 886. We wsi znajduje się 5 przystanków autobusowych, z których największe znaczenie posiada położony obok bazyliki. Połączenia autobusowe łączą Starą Wieś z Brzozowem, Sanokiem, Krakowem, Wrocławem, Warszawą, Iwoniczem oraz z Rzeszowem. We wsi znajduje się lądowisko Stara Wieś.

### Oświata
W Starej Wsi znajduje się Przedszkole Samorządowe, Szkoła Podstawowa im. Najświętszego Serca Jezusa oraz Prywatna Szkoła Muzyczna I st.

### Podział wsi
Stara Wieś zwyczajowo dzieli się na dwie części „Małą stronę” (zachodnia część) i „Dużą stronę” (wschodnia część położona przy DW886 Rzeszów-Sanok).

### Obiekty sportowe
W Starej Wsi znajduje się kompleks boisk sportowo-rekreacyjnych, należący do Zespołu Szkół w Starej Wsi:
- do piłki nożnej o wymiarach stadionowych, z nawierzchnią trawiastą, w poprzek boiska – do piłki ręcznej;
- pełnowymiarowy kort tenisowy z nawierzchnią z syntetycznej wykładziny;
- bieżnia do biegów krótkich (100 m) pokryta betonem;
- boisko do piłki siatkowej z nawierzchnią z syntetycznej wykładziny;
- podest do pchnięcia kulą
- trybuny

## Związani ze Starą Wsią
| Urodzili się - Stanisław Dydek, autor monografii o Starej Wsi - prof. Józef Bielawski - Stanisław Boroń - Franciszek Boroń - Tadeusz Boroń Przebywali - Zbigniew Białecki (wynalazca) - Katarzyna Celestyna Faron - Henryk Nostitz-Jackowski (1834–1905) Zmarli - Maria Nastał | Odbywali nowicjat - Paweł Siwek - Feliks Wiktor Riedl - Jan Beyzym - Adam Kozłowiecki - Wojciech Baudiss - Adam Chmielowski - Stanisław Obirek Otrzymali święcenia kapłańskie - ks. Adam Sudoł. - Stanisław Sarnowski - Stanisław Ścibor-Bogusławski |